# محمد أحمد وريث
محمد أحمد وريث أديب وكاتب وصحافي وشاعر ليبي من جيل الأدباء والكتاب والصحافيين والشعراء الليبيين الذين عرفوا ابتداءً من ستينيات القرن الماضي العشرين في ليبيا بجيل الستينيات.

## حياته ونشأته
ولد في مدينة مصراتة الليبية سنة 1942م، وعاش فيها ثم نال شهادة الثانوية العامة فدرس في كلية الآداب والتربية بالجامعة الليبية ببنغازي ومنها نال «درجة الليسانس» في اللغة العربية وآدابها عام 1964م ونال دبلوم الدراسات العليا في الآداب ثم درجة «الماجستير» في النقد الأدبي من كلية التربية بجامعة طرابلس عام 1984 عن رسالته «في تلازم الغناء والشعر عند العرب» حيث أوصت اللجنة التي ناقشتها بطباعتها على نفقه الجامعة التي أصدرتها ضمن منشوراتها أوائل عام 1986 في طرابلس.
وفي عام 1992م نال درجة دكتوراه الدولة في الآداب من كلية الآداب والعلوم الإنسانية «شعبة اللغة العربية» في جامعة محمد الخامس بالعاصمة المغربية الرباط، وهو أول ليبي يحرز هذه الدرجة العلمية «دكتوراه الدولة» من هذه الكلية وكان عنوان أطروحته «إيقاع الشعر العربي بين الثبات والتحوُّل» وقد طبعت عام 2000 في طرابلس.
بدأ الكتابة في الصحافة في العشرين من عمره سنة 1962 في جريدة «لرقيب» التي كانت تصدر اسبوعياً «كل خميس» في بنغازي وكان يشترك في تحريرها مع مجموعة من الكتاب والأدباء الشباب آنذاك ومنهم الراحلان «الصالحين نتفة» مديـر تحرير الجريدة المتفرغ، و«عبد السلام قادربوة» الناقد والشاعر الغناني والباحث في المأثورات الشعبية و«عبد السلام شلوف» وغيرهم.
وهو من مؤسسي جريدة «الحقيقة» الأسبوعية ثم اليومية الشهيرة وكان متفرغاً للعمل بها ومسؤولا عن الشؤون الأدبية، وكان مشهوراً بدراساته النقدية المستمرة التي كانت تثير كثيرا من الجدل والنقاش الذي يتحول في بعض الأحيان إلى نوع من المعارك الأدبية المحتدمة حتى قال عنه الشاعر الراحل محمد الشلطامي:
وتتعدد اهتمامات محمد أحمد وريث بين الدراسات الأدبية والنقدية والبحث اللغوي إلى جانب بعض الدراسات عن القرآن والحديث والإسلام عامة بوعي متفتح في ضوء الواقع دون تغاضٍ عن الإطار التاريخي العام بالإضافة إلى الكتابة الصحافية المنتظمة.
وشغل مدير ورئيس تحرير لعدد من الصحف والدوريات اليومية والأسبوعية وهو الآن رئيس تحرير مجلة «تراث الشعب» الفصلية التي أنشئت عام 1980 ويصدرها منذ عام 1989 بمفرده محافظاً على بقائها واستمرارها وهي أقدم مجلة ليبية بل والوحيدة في تخصصها وهو التراث العربي والمأثورات الشعبية. 
وكان في كتابته يدافع عن حقوق الإنسان ويناصر قضايا التحرير في العالم ومنها مثلا إريتريا التي قام برحلة صحفية إليها عام 1971م وكتب عما شاهده رفقة الثوار داخلها وكتب سلسلة من التحقيقات المصورة عن ذلك كاشفا عن كثير من فظائع الاستعمار الإثيوبي كما زار مملكة فطاني (جنوب تايلند) وهي بلد واقع تحت هيمنة الاستعمار التايلندي حتى الآن ونشر كتاباً عن تلك الرحلة.
وقد اختير في عام 2000م من المؤتمر السنوي العام للمنظمة الدولية للفن الشعبي نائبا لأمينها العام لمنطقة شمال إفريقيا (مصر والمغارب العربية الخمسة ليبيا – تونس – الجزائر – المغرب - موريتانيا) ومقر هذه المنظمة في النمسا وتعمل تحت مظلة منظمة الأمم المتحدة للتربية والعلم والثقافة (اليونيسكو) وتهتم بالتراث العالمي والمأثورات والفنون الشعبية وتبلغ عدد الدول الأعضاء فيها أكثر من مئة وخمسين دولة وبعضويته في هذه المنظمة ادخلت ليبيا عضوة فيها. 
وشغل في حقبة التسعينيات من القرن الماضي ولأكثر من ثماني سنين مهمة رئيس (لجنة الثقافة) باللجنة الوطنية للتربية والعلوم والثقافة أو كما يطلق عليها (يونيسكو) ليبيا لأنها صلة الوصل بين ليبيا وهذه المنظمة العالمية في باريس.
وكان أول من نادى بإنشاء  مجمع اللغة العربية في ليبيا أسوة بالدول العربية التي لها مجامع لغوية يتكون منها اتحاد المجامع اللغوية العلمية العربية الآن وذلك في «مجلة تراث الشعب» عام 1990م وواصل الكتابة عن هذه الدعوة حتى صدر قرار رسمي عام 1994 م بإنشاء هذا المجمع الذي اختير عضوا في مجلسه المكون من عشرين عضوا وقد باشر عمله في مطلع عام 2002م بافتتاحه في مقره بطرابلس حيث عقد أول اجتماع له.

## مؤلفاته
- الشاعر الذي صلبه الخليفة – طرابلس 1978.
- فطاني ثورة مجهولة تواجه المستحيل – طرابلس (ط1/ 1978 – ط2 :1982م) (عن ثورة الشعب الفطاني المحتلة بلاده «فطاني» من تايلند وهي وقائع حيه لرحلة إليها استمرت نحو ثلاثة أشهر).
- كليلة ودمنه ومقتل عبد الله بن المقفع طرابلس (ط1/ 1978 – ط2 / 1981م).
- أثر بعد عين «دراسات أدبية ونقدية» طرابلس 1983م.
- أعندكم نبأ؟ «دراسات أدبية ونقدية» طرابلس 1984م.
- الهدهد والحمامة الوفية «حكايات من كليلة ودمنه للأطفال» طرابلس 1985م.
- حول النظائر الإيقاعية للشعر العربي – طرابلس 1985م.
- غيث أو الفتى الشهيد «مسرحية شعرية» طرابلس 1986م.
- في تلازم الغناء والشعر عند العرب – طرابلس 1986م.
- أم على قلوب أقفالها "محاورات في فهم الرسول" طرابلس 1987 "وهذا الكتاب أثار ردود فعل غاضبة في ليبيا وخارجها من بعض المغالين في الدين وصدر كتيب في أكثر من خمسين صفحة في "جُدَّة" عام 1988م وقد جاء في مقدمته " أخي القارئ قد تسأل عن سبب كتابة هذه الرسالة ونشرها بين المسلمين وأجيبك سواء سألت أو لم تسأل فأقول: إن سبب كتابتي لهذه الرسالة هو حماية قلوب المسلمين من أن يتسرب إليها لوث من أفكار المنحرفين... إلخ". والكتاب لم يكن بهذه الصورة المزعومة وقد جاء في مقدمته مايبين الغرض من تأليفه: «وهذه محاورات تحاول أن تعيد النظر في مجموعة من الأقوال والأحاديث المنسوبة إلى الرسول الكريم، وهي أقوال وأحاديث – على الرغم من تواترها وتكرار تداولها بين كتب الحديث المشهورة مثل» صحيحي مسلم والبخاري«لا تستطيع عقولنا أن تقبلها، أو حتى تتخيل – ونحن على أعتاب القرن العشرين (1987) أن في عداد البشر لا يزال من يسمح لعقله أو يسمح له عقله بأن يصدِّق أنها أقوال وأحاديث صادرة - حقاً - عن رسول، والإسلام دين العقل والقلوب التي يجب أن تبصر وتحطم أقفال الجهالة والوثنية الفكرية».
- أهمية التراث في مهمة النقد – طرابلس 1987 .
- الليل وسيوف الشعر الوهمية «دراسات أدبية ونقدية ونظرات إلى بعض وقائع التاريخ العربي» بيروت دار الراشد 1989م.
- هل سألوا الغواص؟ «خلاصات ومناقشات لغوية» – مصراتة 1991م.
- الحب ما منع الكلام طرابلس 1998م.
- إسلام لاهذيان «وجهات نظر في قضايا إسلامية معاصرة» طرابلس 1998م
- العرب من بعض أقوالهم وأفعالهم – طرابلس 2000م.
- في إيقاع الشعر العربي – مصراته 2000م.
- العامية الليبية وجذورها في الفصحي ولهجتي اليمن والأندلس – سبها 2005.
- للحب والحكمة «اختيارات من التراث العربي شعرا ونثرا» طرابلس 2006م.
- وله تحت الطبع:
- كتاب عن الشاعر الراحل علي الفزاني عنوانه (معزوفات عابر السبيل) يتناول حياته وتجربته الشعرية.
- تأويل التخييل «مقاربات ودراسات في الشعر».
- العرب من بعض أحوالهم - تكملة لما بدأه في كتابه عن «العرب من بعض أقوالهم وأفعالهم» وفيه يتحدث عن بعض ماعايشه في رحلة صحافية استمرت ثلاثة أشهر في الربع الأخير من عام 1976 م خلال الحرب في لبنان.